# Fabrice Guy
Fabrice Guy (n. 30 decembrie 1968, Pontarlier, Franche-Comté⁠(d), Franța) este un sportiv ce a reprezentat Franța, medaliat olimpic. A participat la 4 ediții ale Jocurilor Olimpice (1988, 1992, 1994, 1998) în care a câștigat 1 medalie de aur și 1 medalie de bronz.